# ذهان مشترك
الذهان المشترك أو الاضطراب الوهامي المشترك هو متلازمة نفسية تنتقل فيها أعراض الاعتقاد الوهامي أو الهلوسات من فرد لآخر. المتلازمة ذاتها التي يتشاركها أكثر من شخصين يُطلق عليها جنون العائلة أو حتى جنون الكُثرة.
تُشير التصنيفات النفسية الحديثة للمتلازمة بصفتها اضطرابًا نفسيًا مشتركًا (الدليل التشخيصي والإحصائي للاضطرابات النفسية-297,3) واضطرابًا وهاميًا محدثًا (إف 24) في التصنيف الدولي للأمراض العاشر، رغم أن أدبيات البحث تستخدم بشكل واسع الاسم الأصلي. الاضطراب ليس مُدرجًا في الدليل التشخيصي والإحصائي للاضطرابات النفسية (الطبعة الخامسة). صُور الاضطراب للمرة الأولى في الطب النفسي الفرنسي في القرن التاسع عشر من قبل سارل لازيغ وجان بيير فالري ويُعرف أيضًا بمتلازمة لازيغ فارلي.

## العلامات والأعراض
تُشخص هذه المتلازمة بشكل شائع عندما يعيش فردين أو أكثر من الأفراد المعنيين على مقربة وقد يكونان معزولين اجتماعيًا أو فيزيائيًا، ويكون لديهما تفاعل ضئيل مع الآخرين. اقتُرحت تصنيفات فرعية مختلفة للذهان المشترك لوصف كيفية إحساس أكثر من شخص بالاعتقاد الوهمي:
- جنون المسؤول: وفيها يُشكل الشخص المسيطر (يُطلق عليه الأولي أو المُحدث أو المسؤول) بدايةً اعتقادًا وهميًا خلال حلقة ذهانية يفرضه على شخص أو أشخاص آخرين (يُعرف بالثانوي أو المتقبل أو المتعاون) مع الافتراض أن الشخص الثانوي لا يُخدع إذا تُرك بحالته الطبيعية. إذا أدخل الأطراف إلى المستشفى منفصلين، عندها يُحل الذهان الموجود عند الشخص الذي يمتلك اعتقادًا مُحدثًا دون الحاجة لاستخدام الدواء.
- جنون الوقت الواحد: يصف إما الحالة التي يتوحد فيها ذهان شخصين يعانيان من الذهان مسبقًا، فيتطابقان بشكل لافت للنظر، أو في الحالة التي يكون فيها لدى الشخصين استعداد للذهان، فيحفز كل واحد منهما الآخر، فتحدث أعراض ذهانية متبادلة.

يُعد الذهان المشترك والأمراض المرتبطة به من الألغاز النفسية. ينص الدليل التشخيصي والإحصائي الحالي للاضطرابات العقلية على أنه لا يمكن تشخيص شخص على أنه شخص متوهم إذا كان الاعتقاد المعني «مقبولًا عادةً من قبل الأعضاء الآخرين في محيط الشخص أو محيطه الفرعي». لا يتّضح عند أي نقطة يمكن اعتبارُ الاعتقادِ الوهمي يخرج من فئة تشخيص الذهان المشترك ويصبح شرعيًا بسبب عدد الأشخاص الذين يحملونه. عندما يظن عدد كبير من الأشخاص أن هناك أشياء خاطئة ومن المحتمل أن تكون مؤلمة تستند فقط على الإشاعات، فإن هذه المعتقدات لا تعتبر أوهامًا سريرية من جانب الطب النفسي، وتُصنف بدلاً من ذلك على أنها هستيريا جماعية.
كما هو الحال مع معظم الاضطرابات النفسية، يختلف مدى التوهم ونوعه، إلا أنه عادةً ما يحاكي التوهم المُحرض ويشبهه تقريبًا. لا يدرك المُحرِّض أنه يصيب الشخص الآخر بالمرض، ولكن بدلاً من ذلك يعتقد أنه يساعد عن طريق تنبيه الشخص الثاني بما يعتبره حقيقةً.

### نوع الأوهام
تُحدد مجلة سايكولوجي توداي الأوهام على أنها معتقدات معدلة لا تتغير حتى عندما يُقدَّم للشخص دليل مناقض له. هناك أربعة أنواع من الأوهام تُمرر من المُحرض إلى الشخص الثانوي، وهي الأوهام الغريبة والأوهام غير الغريبة وأوهام المزاج المتناغم وأوهام المزاج الحيادي.
- الأوهام الغريبة: هي أوهام لا تقبل التصديق بشكل واضح ولا يعيها الأقران ضمن نفس المحيط، حتى أولئك الذين يعانون من اضطرابات نفسية، على سبيل المثال، اعتقاد المرء أن جميع أعضائه قد انتُزعت وبُدلت مع شخص آخر أثناء نومه دون ترك أي ندبة ودون استيقاظه. ليس من المستحيل على أي شخص البقاء على قيد الحياة بعد إخراج جميع أعضائه وتبديلها، ولكن إذا نجا فسيكون مغطًى بالجروح، وسيحتاج إلى زجاجات من أدوية مضادات الرفض والألم، وسيكون في حالة ألم كبير ولن يكون قادرًا على الحركة.
- الأوهام غير الغريبة: تشيع هذه الأوهام بين المصابين باضطرابات الشخصية ويفهمها أشخاص من نفس المحيط. على سبيل المثال ، إذا اعتقد المرء أن مكتب التحقيقات الفيدرالي يتابعه في سيارات لا تحمل علامات مميزة ويراقبه عبر الكاميرات الأمنية، فهذا وهم غير غريب، لكنه أمر مستبعد للغاية بالنسبة للشخص العادي. ما يجعله غير غريب هو أنه أمر ممكن الحدوث، ويتفهمه الأشخاص المحيطون.
- أوهام المزاج المتناغم: تتوافق هذه الأوهام مع عواطف الشخص في ذلك الوقت، عادةً خلال حلقة من الهوس أو الاكتئاب. على سبيل المثال، قد يعتقد شخص لديه هذا النوع من الوهم أنه سيفوز بمليوني دولار في الكازينو الليلة، على الرغم من حقيقة أن غالبية الأشخاص الذين يذهبون إلى الكازينو يخرجون بعد أن يفقدوا أموالهم، أو يغادرون في بعض الحالات ببعض المال، ويندر أن تزيد فرصة الربح عن 100 دولار، لذا تضعف احتمالية الوصول إلى مليوني دولار. وبالمثل، قد يعتقد شخص ما في حالة اكتئاب أن والدته ستتعرض للصواعق في اليوم التالي، على الرغم من حقيقة أن حوالي 240،000 شخص يُصابون بجروح صاعقة كل عام (من بين سكان العالم البالغ عددهم حوالي 7.57 مليار نسمة بحلول عام 2019).
- أوهام المزاج المحايد: هي عكس أوهام المزاج المتناغم؛ لأنها لا تتأثر بالمزاج، ويمكن أن تكون غريبة أو غير غريبة. التعريف الرسمي المقدم من مينتال هيلث ديلي هو «اعتقاد خاطئ لا يرتبط مباشرة بالحالة العاطفية للشخص». مثال على ذلك هو ما إذا كان المرء مقتنعًا بشكل راسخ بأن شخصًا ما قد تبادل الأجسام مع جاره، إذ يبقى الاعتقاد مستقلًا بصرف النظر عما إذا كان في حالة من الهوس أو الاكتئاب.[11][12]